# Buddy Hackett

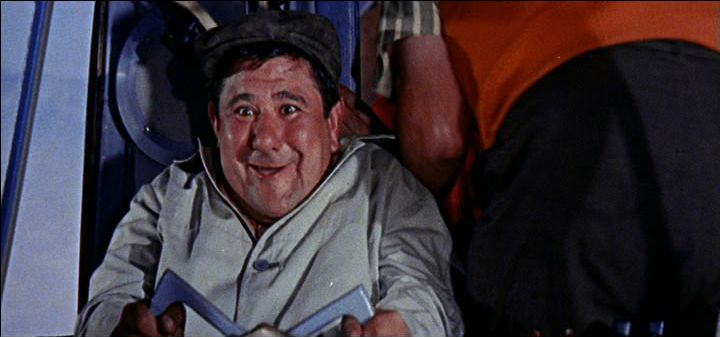
Buddy Hackett în O lume nebună, nebună, nebună (1963)

Buddy Hackett (născut Leonard Hacker; n. 31 august 1924, New York – d. 30 iunie 2003 în California, SUA) a fost un actor evreu-american.

## Filmografie
- 1953 Walking My Baby Back Home
- 1954 Fireman Save My Child
- 1958 God's Little Acre
- 1961 All Hands on Deck
- 1961 Everything's Ducky
- 1962 The Music Man
- 1962 Lumea minunată a fraților Grimm (The Wonderful World of the Brothers Grimm), regia Henry Levin
- 1963 O lume nebună, nebună, nebună... (It's a Mad, Mad, Mad, Mad World), regia Stanley Kramer
- 1964 Muscle Beach Party
- 1964 The Golden Head
- 1968 The Love Bug
- 1969 Băieți buni, băieți răi (The Good Guys and the Bad Guys), regia Burt Kennedy
- 1978 Bud and Lou (film TV)
- 1980 Hey Babe!
- 1980 Loose Shoes
- 1988 Poveste trăsnită de Crăciun (Scrooged), regia Richard Donner
- 1989 Mica sirenă (The Little Mermaid), regia Ron Clements și John Musker
- 1998 Paulie ()
- 1999 Action ()
- 2000 The Little Mermaid II: Return to the Sea () (direct-pe-video)

### Scurtmetraje
- 1950 King of the Pins (pantomimă)
- 1961 The Shoes
- 1979 Jack Frost (animație; vocea lui Pardon Me Pete)
- 1992 Mouse Soup (voce)